# Góry (województwo świętokrzyskie)

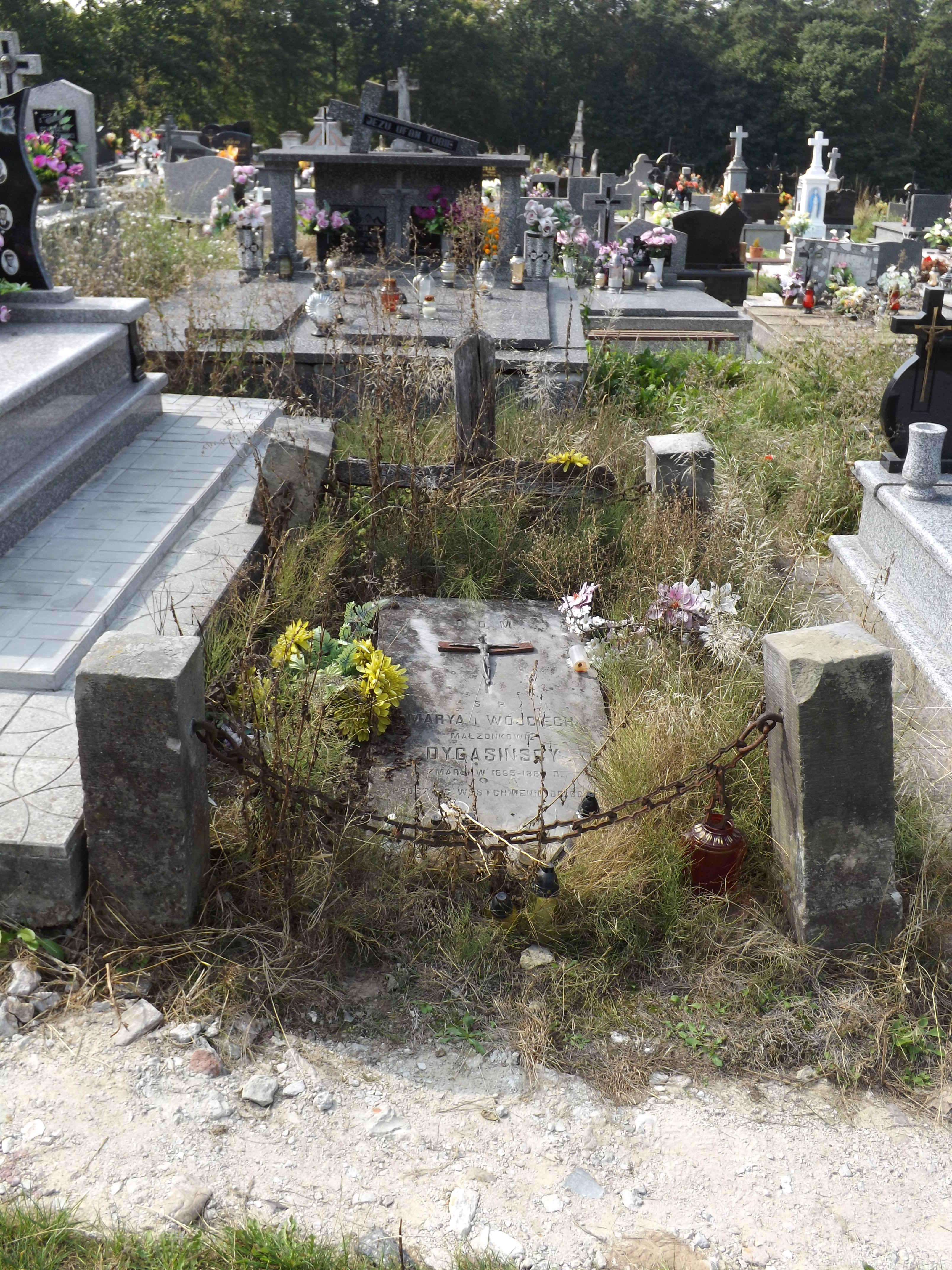
Cmentarz w Górach. Nagrobek rodziny Dygasińskich.

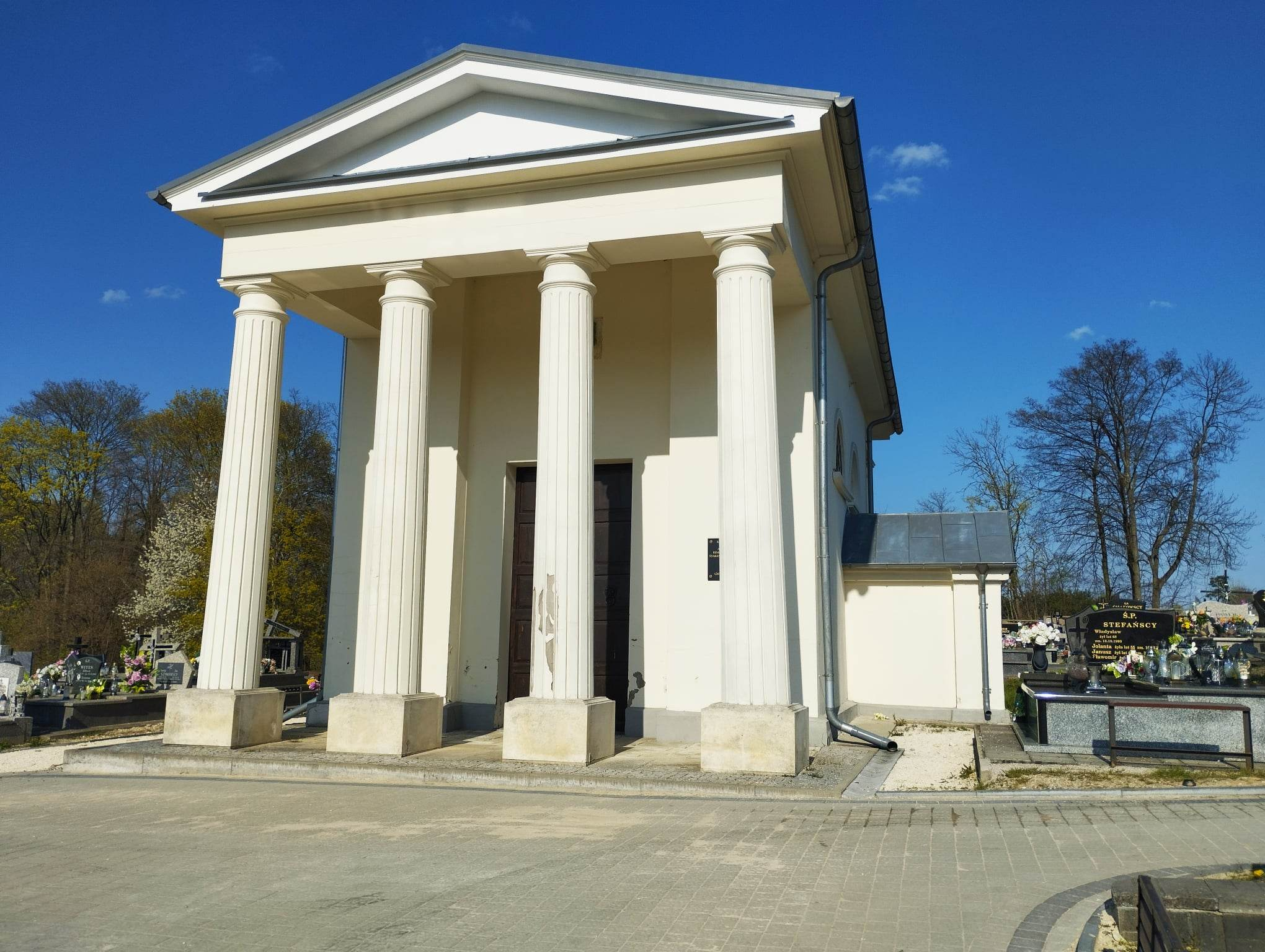
Kaplica Rodu Dembińskich znajdująca się na cmentarzu parafialnym w Górach

Góry – wieś w Polsce położona w województwie świętokrzyskim, w powiecie pińczowskim, w gminie Michałów.

## Historia
Na przełomie XVI i XVII należały do włości rodowych Strojnowskich. 
W XVI i XVII w. Góry związane były z działalnością braci polskich, a istniejący kościół w latach 1561–1664 pełnił funkcję zboru ariańskiego. W 1668 r. ponownie został zamieniony na kościół katolicki.
Od XVII w. do 1864 r. wieś była własnością rodziny Dembińskich, a do końca II wojny światowej tu mieściła się ich siedziba rodowa. Swoje dzieciństwo spędził tu Henryk Dembiński – żołnierz napoleoński i dowódca z okresu powstania listopadowego.
18 czerwca 1863 w czasie powstania styczniowego w pobliżu rozegrała się bitwa pod Górami. Siłami powstańców dowodził płk Kazimierz Konrad Błaszczyński Bończa – ranny w bitwie, zmarł następnego dnia.
Do 1954 roku siedziba gminy Góry. W latach 1954–1972 wieś należała i była siedzibą władz gromady Góry. W latach 1975–1998 miejscowość administracyjnie należała do województwa kieleckiego.

## Części wsi
| SIMC    | Nazwa       | Rodzaj      |
| ------- | ----------- | ----------- |
| 0250286 | Bojnówka    | przysiółek  |
| 0250292 | Doły        | część wsi   |
| 0250300 | Kwietniówka | część wsi   |
| 0250317 | Pode Dworem | część wsi   |
| 0250323 | Smołowiec   | część wsi   |
| 0250330 | Wymysłów    | osada leśna |

## Zabytki
- Kościół pw. Wniebowzięcia NMP z 1764 r. Ufundowany przez podczaszego krakowskiego Arnolfa Dembińskiego. Budowla została prawdopodobnie przekształcona z pierwotnego zboru kalwińskiego z XVII w. Kościół był gruntownie przebudowany w latach 1912–1913. Wewnątrz znajduje się epitafium chorążego krakowskiego Ignacego Dembińskiego, wykonane z czarnego marmuru. Wpisany do rejestru zabytków nieruchomych (nr rej.: A.638 z 15.01.1957 i z 14.01.1972)[11].
- Zespół dworski (dwór, pozostałości zabudowy folwarcznej, park z aleją wjazdową) z XVIII–XIX w. (nr rej.: 1055 z 31.08.1989)[11].
- Klasycystyczna kaplica cmentarna Dembińskich z 1839 r. (nr rej.: A.639 z 14.01.1972)[11]. Obok kaplicy znajduje się nagrobek krewnych pisarza Adolfa Dygasińskiego[12].

## Osoby związane z Górami
- Daniel Clementinus – pochodzący z Gór pastor kalwiński;
- Henryk Dembiński – żołnierz napoleoński, dowódca z okresu powstania listopadowego;
- Marian Ludwik Sochański – major artylerii Wojska Polskiego, ostatni przedwojenny starosta powiatu zamojskiego.